# 고양어울림누리
고양어울림누리(高陽어울림누리, Goyang SPART Complex and Park)는 대한민국 경기도 고양시에 있는 스포츠 시설 및 예술 시설 단지이다. 2004년 9월 1일에 개관했으며, 별무리경기장, 얼음마루, 꽃우물수영장 등의 스포츠 시설과 어울림극장, 별모레극장, 어울림미술 등의 문화 시설로 구성되어 있다. 스포츠 시설과 공원은 고양도시관리공사에서 운영하며, 공연 시설은 고양문화재단에서 운영하고 있으며, 인근 야산에 조성되어 있는 성라공원과도 연계되어 있다.
입구 중앙 진입로 중앙부에 분수대가 있고, 분수대 좌측에는 꽃우물수영장체육관(몸과마음닦음터), 분수대의 오른쪽에는 꽃메야외국장, 왼쪽에는 어울림광장이 있으며, 야외극장 뒷편에는 별따기배움터와 어울림극장 대극장이 있다. 분수대 중앙부의 북쪽에는 별모래극장 소극장과 성사얼음마루 빙상장, 그리고 광장 좌측 계단 아래에는 축구 경기장 겸 마라톤트랙이 갖추어져 있는 별무리경기장이 소재해 있다.
어울림누리 내의 별모래극장 소극장 및 건물 남쪽 별무리경기장의 어원인 별모래와 별무리는 인근 성사동의 고려 또는 조선시대부터 붙여졌던 지역 이름 별모래, 별마을에서 유래한 것이고, 꽃우물, 꽃메는 화정동의 지명 이름인 꽃우물에서 온 것이다.

## 참고 문헌
- 〈고양어울림누리〉. 《두피디아》. 두산.

## 같이 보기
- 별무리경기장